# کسلو
کسلو (به انگلیسی: Kaslo) یک منطقهٔ مسکونی در کانادا است که در ناحیه کاتنی در بریتیش کلمبیا  واقع شده‌است. کسلو ۹۶۸ نفر جمعیت دارد و ۵۹۱ متر بالاتر از سطح دریا واقع شده‌است.